# シーレイ・カカ
シーレイ・カカ（Shiray Kaka、1995年5月26日 - ）は、ニュージーランドの女子ラグビー選手。

## プロフィール
- ニュージーランド・ハミルトン出身[1]。
- 身長 165cm、体重 67kg
- 夫のギリーズ・カカもラグビー選手[2](現・日野レッドドルフィンズ)。

## 略歴
2021年、東京五輪の7人制女子ニュージーランド代表に選ばれて金メダル獲得。